# Clube de Regatas do Flamengo
El Clube de Regatas do Flamengo, conocido popularmente como Flamengo, es un club deportivo creado en el barrio de Flamengo en la ciudad de Río de Janeiro, Brasil. Fue fundado el 15 de noviembre de 1895 siendo el club más antiguo del país con el mismo nombre y segmento sin haberse fusionado. Actúa de local en el estadio de Maracaná y su uniforme se compone de una camiseta de franjas horizontales rojas y negras, pantalón blanco y medias rojas y negras. Flamengo es uno de los dos clubes brasileños que nunca ha abandonado la Primera División brasileña, siendo el otro São Paulo.
Su actuación en el fútbol comenzó en 1912. Flamengo es el club con más títulos del Campeonato Carioca, ha obtenido el tricampeonato consecutivo en seis oportunidades. Además, es uno de los tres equipos que ha jugado todas las ediciones del Campeonato Brasileño de Serie A en el formato actual de puntos y el único equipo que ha jugado todas las ediciones de la liga en su era moderna (desde 1971). El 26 de julio de 2009, se convirtió en el primer equipo en alcanzar el hito de mil partidos en el Campeonato Brasileño de Fútbol. Junto con Botafogo, tiene el mayor número de juegos invicto en 52 partidos en 1979.
Sus mayores logros internacionales son la Copa Intercontinental de 1981 y las Copas Libertadores de 1981, 2019 y 2022. Además, ha ganado la Recopa Sudamericana 2020, la Copa de Oro Nicolás Leoz 1996 y la Copa Mercosur 1999, lo que le otorga la tercera posición en el ranking de títulos internacionales de clubes brasileños. A nivel nacional, Flamengo conquistó 8 veces el Campeonato Brasileño, 5 veces la Copa de Brasil, 3 veces la Supercopa de Brasil y una vez la Copa de Campeones, estos diecisiete logros otorgan al club el segundo lugar en el ranking de títulos nacionales, solo por detrás del Palmeiras. A nivel regional conquistó 39 veces el Campeonato Carioca, veintitrés Copas Guanabara, una vez la Copa de Campeones Río-São Paulo y una vez el Torneo Río-São Paulo, siendo el mayor vencedor de las competencias estatales.
Tiene el segundo mayor número de conquistas del Campeonato Brasileiro desde 1971 (cuando se adoptó el nombre de Campeonato Nacional de Clubes), con 7 títulos (empatado con el Corinthians); contando la Copa União, ya catalogada por la CBF entre los títulos brasileños de 1983 y 1992 como un logro separado pero con valor de una liga nacional, sería el mayor campeón empatado con Palmeiras. También es el equipo con más partidos en disputa: 1622 (1971 a 2023). También fue, según una encuesta realizada por ESPN Brasil, el primer club de Brasil que ganó todos los títulos nacionales e internacionales posibles, a saber: campeonato nacional, copa y supercopa, además de los dos principales torneos continentales, la supercopa continental y el torneo intercontinental. Flamengo es el único club en el top 3 de conquistas nacionales e internacionales entre equipos brasileños.
Flamengo es el club con mejor rendimiento promedio general en la historia de la Copa Libertadores; hasta la edición de 2024 el club tiene el segundo porcentaje de victorias más alto y el porcentaje más bajo de derrotas, totalizando casi el 64% de los puntos considerando 3 puntos por victoria y el 59,25% en rendimiento general, ambos récords de competición para equipos con más de una participación. También es el club con mejor rendimiento promedio de la historia de la Copa do Brasil, donde tiene el porcentaje de victorias más alto y el porcentaje más bajo de derrotas, la mayor cantidad de victorias, goles, series ganadas y apariciones en finales, semifinales y cuartos; sus 5 títulos lo sitúan detrás de Cruzeiro y empatado con Grêmio como el segundo mayor campeón.
Su mayor hito deportivo lo alcanzó el 13 de diciembre de 1981 cuando se consagró campeón de la Copa Intercontinental disputada en Japón, al derrotar al representante de la UEFA: El Liverpool de Inglaterra, por 3-0 en el hoy ya extinto Estadio Nacional de Tokio. Debido a ésta gran victoria, la propia FIFA lo reconoce oficialmente como «Campeón Mundial de Clubes» además de ser el único equipo de Río de Janeiro que posee ésta distinción.
Entre otros logros, Flamengo fue elegido el noveno club de fútbol más grande del siglo XX en una encuesta realizada por la FIFA. En 2019, Flamengo fue elegido el mejor equipo de Sudamérica y el cuarto mejor del mundo según el ranking elaborado por la IFFHS. Junto al Santos, también es uno de los únicos clubes que ha ganado la Copa Libertadores y el Campeonato Brasileiro en la misma temporada (logrado en 2019). También es, junto con Atlético Mineiro, Santa Cruz, Arsenal (Inglaterra) y Dublín (Uruguay), uno de los únicos cinco clubes del mundo que le han ganado a la selección brasileña de fútbol.
Las grandes rivalidades que tiene el Flamengo son el Vasco, con el que juega el Clássico dos Milhões (Clásico de los Millones), el Fluminense, con el que juega el Fla-Flu y el Botafogo, con el que el juega el Clássico da Rivalidade (Clásico de la Rivalidad). También hay una rivalidad interestadual con el Atlético Mineiro y en los últimos años con Palmeiras. Los medios brasileños también intentan forzar una rivalidad entre Flamengo y Corinthians, ya que son los clubes más populares del país, pero ambos aficionados no ven el enfrentamiento como una rivalidad.
Según investigaciones del Instituto Brasileiro de Opinião Pública e Estadística (IBOPE), el Flamengo es el club brasileño con el mayor número de torcedores del país y del mundo, aficionados repartidos por todas las regiones de Brasil. Se estima que 4,5 millones de hinchas son simpatizantes del Flamengo. Flamengo inició el 2021 en la primera posición en el ranking de clubes elaborado por la CBF con un total de 16.768 puntos. Desde 2018, Flamengo es considerado el club más valioso de Brasil, convirtiéndose en 2019 en el equipo más valioso de Sudamérica, además de ser el 70.º equipo de fútbol más valioso del mundo, valorado en más de 145,7 millones de euros. El Fla-Flu ostenta el récord mundial de asistencia a partidos entre clubes: 194.603 espectadores, en la final del Campeonato Carioca de 1963, ganada por Flamengo tras un empate sin goles.
Además del remo y el fútbol, otras modalidades se destacan como el baloncesto, donde el equipo masculino fue ocho veces campeón nacional, campeón sudamericano en 1953 y 2009, campeón de las Américas en 2014 y 2021, y del mundo en 2014 y 2022. Se convirtió en el primer club de América del Sur que conquistó el campeonato mundial en el fútbol y en el baloncesto.

## Historia
|  | Para un completo desarrollo véase Historia del Clube de Regatas do Flamengo |

### Orígenes y fundación

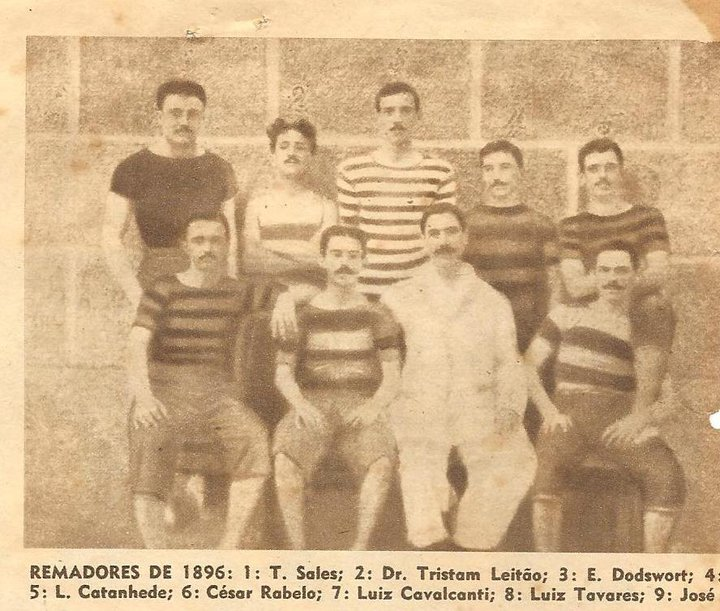
Integrantes del equipo de remo del C. R. Flamengo en 1896.

A finales del siglo XIX el remo dominaba Río de Janeiro. El fútbol estaba empezando a aparecer en algunos clubes, pero todavía era tratado con mucho recelo, porque no estaba siendo recibido con entusiasmo por la sociedad carioca. La creación de un grupo organizado con el fin de competir en las competiciones de remo con clubes de otros barrios surgió entre jóvenes del barrio de Flamengo, en el Café Lamas, en el Largo do Machado.
Nestor de Barros, José Agostinho Pereira da Cunha, Felisberto Laport, Augusto Lopes, Mario Spíndola y José Félix da Cunha Meneses compraron un barco, lo llamaron «Pherusa» y lo reformaron.

El 6 de octubre de 1895, Nestor de Barros, junto con Mauricio Rodrigues Pereira y Joaquim Bahía, dejaron la Punta Marañón, y con el tiempo desfavorable, fueron hacia la Praia do Flamengo, pero el viento hizo dar la vuelta al barco. Bahía nadó a tierra para obtener ayuda y llegó un par de horas más tarde, pero la lluvia se detuvo de forma rápida y otro barco, el "Leal", rescató a los jóvenes y lo que quedaba de Pherusa. Entonces se inició una nueva reforma de la embarcación, pero fue robada y desapareció.

Equipo de fútbol del Flamengo, 1934.

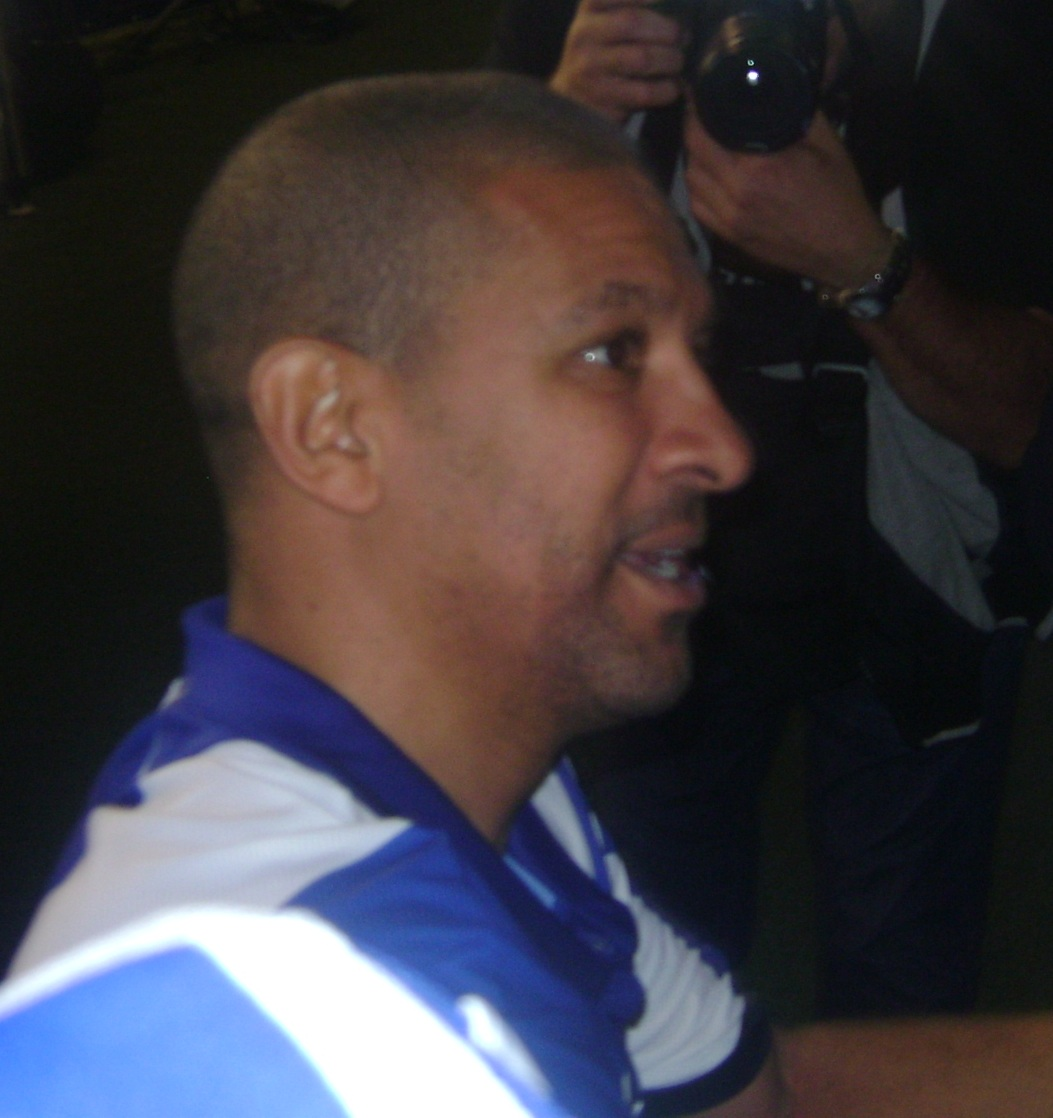
Djalminha, jugador del Flamengo entre 1988–1993.

El Flamengo fue fundado el 17 de noviembre de 1895 (aunque este celebra todos los años su fundación el 15 de noviembre, que es también un día de fiesta nacional en Brasil) en por aquel entonces Estados Unidos del Brasil como un club de remo; Este tenía como miembros a José Agostinho Pereira da Cunha, Mário Spíndola, Néstor de Barros, Augusto Lopes, José Félix da Cunha Meneses y Felisberto Laport. El grupo se reunía en el Café Lamas, en el barrio de Flamengo en Río de Janeiro; y decidieron formar un equipo de remo. El remo fue el deporte de élite en Río de Janeiro a fines del siglo XIX y los jóvenes esperaban con este club propio hacerse populares para las señoritas de la alta sociedad de la ciudad.
Solamente podían permitirse el lujo de utilizar un barco usado llamado "Pherusa", que tuvo que ser completamente reconstruido antes de que pueda ser utilizado en competencias. El equipo debutó el 6 de octubre de 1895, se hicieron a la mar en el punto Caju de la playa de Angu María, para llegar finalmente a la playa de Flamengo. Sin embargo, los fuertes vientos afectaron la embarcación y los remeros estuvieron a punto de ahogarse. Fueron rescatados por un barco de pesca llamado Leal ("leal"). Poco después, cuando el Pherusa se encontraba en reparación, este fue robado y nunca se volvió a encontrar. Posteriormente, el grupo tuvo que ahorrar dinero para comprar un barco nuevo llamado el "Etoile" al que después le cambiaron por el nombre de "Scyra".
En la noche del 17 de noviembre el grupo se reunió en la casa de Solariega Néstor de Barros en la playa de Flamengo, fue ahí donde se fundó el Grupo de Remo de Flamengo ("Grupo de Regatas do Flamengo", en portugués) y se eligió su primer directorio y presidente (Domingos marqués de Azevedo). El nombre fue cambiado un par de semanas más tarde a "Clube de regatas do Flamengo" ("Club de Remo de Flamengo" en español). Los fundadores también decidieron que el aniversario de la fundación del club debía celebrarse el 15 de noviembre, a fin de coincidir con el Día de la República, un día de fiesta nacional.

## Símbolos

### Escudo
El escudo del Flamengo consta de:
- En la esquina superior izquierda, un cuadrado con las iniciales CRF entrelazadas (Clube de Regatas do Flamengo).

- Ocho bandas alternas en negro y rojo dispuestas horizontalmente, así como en la camiseta del club.

### Himno
Flamengo tiene dos himnos:
- El oficial, "Flamengo tu gloria es luchar", también llamado "marchinha", que fue creado en 1920 con letra y música de Paulo Magalhães (ex portero del club), grabado en 1932 por el cantante Castro Barbosa y registrado en 1937 en el Instituto Nacional. Música, con el coro " Flamengo, Flamengo, tu gloria es luchar, Flamengo, Flamengo, campeón de tierra y mar".

- Y el popular, se titula "Una vez Flamengo siempre Flamengo" con letra y música de Lamartine Babo, grabado por primera vez por Gilberto Alves en 1945. Este último es el más conocido y el que canta las glorias del club, cuyo coro es "Flamengo hasta la muerte soy".

### Mascota
La primera mascota de Flamengo fue el marinero Popeye, un personaje de cómic en la década de 1940 (y luego en dibujos animados). La idea de la mascota vino del dibujante argentino Lorenzo Mollas, quien vio, en Popeye, la fuerza y perseverancia del Flamengo, además de su evidente conexión con el mar. Sin embargo, tal mascota nunca ha sido muy popular entre los fanáticos del club.
En la década de 1960, los fanáticos rivales comenzaron a llamar "buitres" a los fanáticos del Flamengo, una alusión racista a la gran masa de fanáticos afrodescendientes y afrodescendientes pobres. Un apodo tan ofensivo nunca fue bien recibido por los hinchas del Flamengo, hasta el 31 de mayo de 1969. Fue un domingo, cuando un hincha rojinegro decidió llevar al pájaro a un partido entre Flamengo y Botafogo en Maracanã. En ese momento, los dos clubes disputaban el clásico de mayor rivalidad tras Garrincha. Y Flamengo no vencía a su rival en cuatro años. En la grada, la afición del Botafogo gritó, como siempre, que el Flamengo era un equipo "buitre".
El buitre fue soltado a las gradas con una bandera pegada a sus pies y, cuando cayó al césped, justo antes de que comenzara el juego, la multitud hizo la fiesta, vibrando y gritando: "es un buitre, es un buitre". Flamengo ganó el partido por 2-1 y, a partir de ese momento, se consagró la nueva mascota, sustituyendo a Popeye. El dibujante Henfil, rojinegro, trató de humanizarlo en sus caricaturas deportivas en periódicos y revistas, y el Urubu se convirtió en una mascota popular.
En 2000, la mascota del Flamengo obtuvo un diseño oficial y un nombre: "Samuca". Sin embargo, ese nombre no se hizo popular entre la multitud, que sigue llamándolo simplemente "buitre".
El 25 de mayo de 2008, "Uruba" y "Urubinha" debutaron en Maracanã en el juego Flamengo X Internacional, válido para el Campeonato Brasileño de 2008. Desde entonces, ha estado presente en varios juegos y eventos del Flamengo.

## Estadio

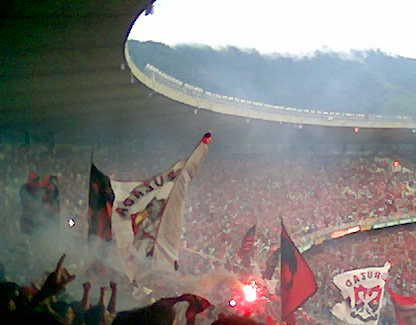
«Torcida» del C. R. Flamengo en el estadio de Maracaná.

El Estadio Mario Filho, más conocido como «Maracaná», es donde el Fla juega sus partidos de fútbol como local. El primer partido del club en dicho recinto terminó con la victoria 3-1 para el rojinegro en un amistoso contra Bangu. En 1956, el Flamengo logró su victoria más abultada en la historia de Maracaná, ganando al Sao Cristóvao por 12-2. En 1963, Flamengo protagonizó en un partido contra Fluminense en el Maracaná, la mayor audiencia de la historia en un estadio brasileño; aproximadamente 195.000 personas acompañaron el partido en la cancha. Después de las reformas para la modernización de los Juegos Panamericanos en 2007, posee una capacidad de aproximadamente 92.000 espectadores, pero por razones de seguridad no se colocan todas las entradas a la venta. La asistencia récord actual es de 87.795 tras su remodelación.

## Indumentaria
- Uniforme titular: Camiseta con líneas horizontales rojas y negras, pantaloneta blanca y medias rojas y negras.
- Uniforme alternativo: Camiseta blanca detalles en rojo, pantaloneta blanca y medias blancas.
- 3° uniforme: Camiseta negra detalles en verde, pantaloneta negra y medias negras.

| Primer | ver evolución | Actual |

## Datos del club

### Cronología
- 17 de noviembre de 1895, - Fundación, en el barrio de Néstor de Barros, número 22 de la playa de Flamengo, Zona Sur de Río de Janeiro
- 1914, Disputa el Campeonato Carioca por primera vez
- 1942 / 1943 / 1944, Primer tricampeonato Carioca
- 1953 / 1954 / 1955, Segundo tricampeonato Carioca. Inauguración de su nueva sede social
- 1956, Campeón de la Copa de Campeones Río-São Paulo
- 1961, Campeón del Torneo Río-São Paulo
- 1978 / 1979 / 1979 especial - Tercer tricampeonato Carioca
- 1980, Campeón brasileño por primera vez
- 1981, Campeón de la Copa Libertadores de América por primera vez, y campeón de la Copa Intercontinental
- 1982, Campeón brasileño por segunda vez
- 1983, Campeón brasileño por tercera vez
- 1987, Campeón por cuarta vez
- 1990, Campeón de la Copa de Brasil por primera vez
- 1992, Campeón brasileño por quinta vez
- 1995, Centenario del club
- 1996, Campeón de la Copa de Oro Nicolás Leoz
- 1999, Campeón de la Copa Mercosur
- 1999 / 2000 / 2001, Cuarto tricampeonato Carioca
- 2001, Campeón de la Copa de Campeones
- 2006, Campeón de la Copa de Brasil por segunda vez
- 2007 / 2008 / 2009, Quinto tricampeonato Carioca
- 2009, Campeón brasileño por sexta vez
- 2013, Campeón de la Copa de Brasil por tercera vez
- 2019, Doble consagración en 24 horas: Flamengo quedó Campeón de la Copa Libertadores de América por segunda vez después de 38 años al vencer 2-1 al campeón defensor River Plate que se fue en ventaja con gol de Rafael Santos Borré, en los últimos minutos con doblete de Gabogol a los 88 y 91+3 dándole la segunda Copa al Mengão, y Campeón brasileño por séptima vez
- 2020, Campeón Supercopa de Brasil por primera vez, Campeón de la Recopa Sudamericana, y Campeón brasileño por octava vez
- 2019 / 2020 / 2021, Sexto tricampeonato Carioca
- 2021, Campeón Supercopa de Brasil por segunda vez
- 2022, Campeón de la Copa Libertadores de América por tercera vez, y Campeón de la Copa de Brasil por cuarta vez

### Flamengo versus clubes europeos
Flamengo ya ha disputado 222 partidos.º contra equipos del Viejo Continente en toda su historia. En total, hay 109 victorias, sin tener en cuenta el resultado de los penaltis, 47 empates y 65 derrotas, obteniendo un uso del 56.4%.
El primer enfrentamiento entre el equipo de Gávea y un europeo tuvo lugar en 1948, cuando los cariocas recibieron una visita de Southampton. El partido, jugado en São Januário, campo de Vasco, terminó con el éxito inglés por 3 a 1. El comienzo de las victorias sucedería en la reunión con el Arsenal, al año siguiente, devolviendo exactamente el mismo puntaje sufrido.
Los juegos más importantes, sin embargo, tuvieron lugar en 1981 y 2019. Campeón de los Libertadores, Flamengo se enfrentó al Liverpool, titular de la copa de Europa, y se fue con una victoria y una derrota.
- 223 juegos
- 110 victorias
- 47 empates
- 65 derrotas
- 447 goles marcados
- 318 goles recibidos
- Mayor victoria: Brann-NOR 1x12 Flamengo, 07/06/1956
- Mayor derrota: Motherwell-ESC 9x2 Flamengo, 26/04/1960

Flamengo vs Real Madrid
- 13/08/1978 - Real Madrid 2 x 0, final del Teresa Herrera, en el estadio Riazor, en La Coruña
- 19/08/1978 - Flamengo 2 x 1 (goles de Cláudio Adão y Cléber), final del Trofeo Ciudad de Palma
- 15/08/1997 - Flamengo 3 x 0 (goles de Maurinho, Lúcio y Sávio), para el Trofeo Ciudad de Palma

Flamengo vs F. C. Barcelona
- 30/04/1962 - Flamengo 2 x 0 (dos goles de Dida), en un amistoso jugado en Barcelona
- 26/06/1967 - Flamengo 1 x 0 (gol del Fio Maravilha), partido amistoso en Badajós, España
- 24/08/1968 - Barcelona 5 x 4, final del Trofeo Joan Gamper, en el Camp Nou, Barcelona
- 25/08/1979 - Flamengo 2 x 1 (goles de Zico y Júlio César) para el Trofeo Ramón de Carranza, en Cádiz, España

Flamengo vs Atlético
- 26/08/2000 - Flamengo 1 x 3, Trofeo Villa de Madrid, en Madrid,España
- 23/08/1992 - Flamengo 2 (8) x 2 (9), Trofeo Ciudad de La Línea, en Cádiz, España
- 21/08/1986 - Flamengo 2 x 3, Trofeo Villa de Madrid, en Madrid,España
- 29/08/1979 - Flamengo 1 x 1, Partido amistoso en España
- 15/08/1967 - Flamengo 1 x 1, Partido Amistoso en España
- 17/06/1967 - Flamengo 1 x 4, Partido Amistoso en España
- 19/01/1965 - Flamengo 1 x 0, Torneo IV Centenario de Río de Janeiro

### Flamengo versus clubes argentinos
Flamengo se enfrentó 114 veces a equipos argentinos, con 51 victorias, 33 empates y 33 derrotas. Fueron 24 partidos para la Copa Libertadores. El club ha acumulado 14 victorias, 8 empates y solo 3 derrotas. Flamengo es el club con mejor rendimiento en enfrentamientos entre equipos brasileños y argentinos en torneos internacionales en toda la historia de los 2 países.
- Flamengo x Racing Club - 6 victorias, 6 empates y 5 derrotas.
- Flamengo x Independiente - 7 victorias, 5 empates y 4 derrotas.
- Flamengo x Estudiantes - 3 victorias, 4 empates y 1 derrota.
- Flamengo x San Lorenzo - 5 victorias, 4 empates y 4 derrotas.
- Flamengo x Vélez Sarsfield - 8 victorias, 2 empate, 2 derrotas.

Flamengo vs River Plate
Flamengo y River jugaron un total de 18 partidos entre ellos, con un total de 8 victorias de los brasileños, 4 empates y 6 de River. Fueron 13 partidos oficiales, donde los cariocas se llevaron lo mejor en cinco de ellos, mientras que los argentinos en otros cinco. En otras tres ocasiones, el partido terminó en empate. En total, se marcaron 37 goles en estos partidos: 20 del Flamengo y 17 del River Plate. River nunca venció a Flamengo en un partido de la Copa Libertadores.
- Final Copa Libertadores 2019 Flamengo 2 x 1 River Plate
- River Plate 0 x 0 Flamengo Libertadores 2018
- Flamengo 2 x 2 River Plate Libertadores 2018
- River Plate 4 x 3 Copa Flamengo Mercosur 2000
- Flamengo 1 x 2 River Plate Copa Mercosul 2000
- River Plate 0 x 0 Flamengo Copa Mercosul 2000
- Flamengo 1 x 2 River Plate Copa Mercosul 2000
- Flamengo 1 x 0 River Plate Supercopa de Campeones Libertadores 1993
- River Plate 2 x 1 Supercopa Flamengo de la Libertadores 1993
- Flamengo 2 x 1 River Plate 1991 Supercopa de Campeones Libertadores
- River Plate 1 x 0 Flamengo Supercopa de la Libertadores 1991
- Flamengo 4 x 2 River Plate Libertadores 1982
- River Plate 0 x 3 Flamengo Libertadores 1982
- River Plate 0 x 1 Flamengo Amistoso 1961
- River Plate 4 x 1 Flamengo Amistoso 1960
- River Plate 1 x 1 Flamengo Amistoso 1960
- Flamengo 2 x 1 River Plate Amistoso 1959
- River Plate 1 x 4 Flamengo Hexagonal de Perú 1959

Flamengo vs Boca Juniors
Flamengo jugó 12 partidos ante Boca Juniors, con 4 victorias de los cariocas, 3 empates y 5 victorias de Boca. En total, se marcaron 41 goles en estos partidos.
Alianza entre Flamengo y Boca Juniors
En 2019 nació una alianza de Boca por parte de Flamengo después de vencer 2-1 a River en la Final de la Copa Libertadores 2019 en Lima, Boca agradeció a Flamengo haber derrotado a River rival de toda la vida que le había derrotado en 2018. En 2023 hinchas de Flamengo le pidieron un favor a Boca Que vencieran a Fluminense en la Final de la Copa Libertadores en el Estadio Maracaná, les deben un favor después de vencer 2-1 a River en la Final de 2019 en Lima, expresaron los hinchas de Flamengo.
- 15/11/1951 – Fla 2 x 2 Boca Juniors – Maracaná (Río de Janeiro)
- 31/01/1953 – Fla 4 x 2 Boca Juniors – Maracanã (Río de Janeiro)
- 26/03/1953 – Boca Juniors 1 x 1 Fla – La Bombonera (Buenos Aires)
- 31/01/1958 – Boca Juniors 2 x 4 Fla – La Bombonera (Buenos Aires)
- 17/01/1961 – Boca Juniors 4 x 0 Fla – La Bombonera (Buenos Aires)
- 02/07/1961 – Fla 2 x 2 Boca Juniors – Maracaná (Río de Janeiro)
- 16/02/1968 – Boca Juniors 2 x 0 Fla – General San Martín (Mar del Plata)
- 15/09/1981 – Fla 2 x 0 Boca Juniors – Maracaná (Río de Janeiro)
- 01/05/1991 – Fla 2 x 1 Boca Juniors – Maracaná (Río de Janeiro)
- 08/05/1991 – Boca Juniors 3 x 0 Fla – La Bombonera (Buenos Aires)
- 02/09/1998 – Fla 0 x 2 Boca Juniors – Maracaná (Río de Janeiro)
- 14/10/1998 – Boca Juniors 3 x 0 Fla – Ferro Carril Oeste (Buenos Aires)

### Flamengo vs equipos colombianos
Flamengo ha enfrentado equipos colombianos 22 veces por torneos oficiales de la Conmebol, con un total de 15 victorias, 4 empates y 3 derrotas, convirtiendo 46 goles y concediendo 19. El total de partidos a lo largo de su historia muestran 32 enfrentamientos, con 22 victorias, 6 empates y 4 derrotas, con 67 goles marcados por el equipo carioca y 30 por sus rivales colombianos. Abajo están los partidos por competiciones de Conmebol
- 1981 - Flamengo 3 x 0 Deportivo Cali
- 1981 - Deportivo Cali 0 x 1 Flamengo
- 1984 - Flamengo 3 x 1 Junior
- 1984 - Junior 1 x 2 Flamengo
- 1984 - Flamengo 4 x 2 América de Cali
- 1984 - América de Cali 1 x 1 Flamengo
- 1993- Flamengo 1 x 3 América de Cali
- 1993- América de Cali 2 x 1 Flamengo
- 1993- Flamengo 3 x 1 Atlético Nacional
- 1993- Atlético Nacional 0 x 1 Flamengo
- 2002- Flamengo 4 x 1 Once Caldas
- 2002- Once Caldas 1 x 0 Flamengo
- 2017 - Flamengo 2 x 1 Junior
- 2017 - Junior 0 x 2 Flamengo
- 2018 - Flamengo 1 x 1 Santa Fe
- 2018 - Santa Fe 0 x 0 Flamengo
- 2020 - Junior 1 x 2 Flamengo
- 2020 - Flamengo 3 x 1 Junior
- 2022 - Deportes Tolima 0 x 1 Flamengo
- 2022 - Flamengo 7 x 1 Deportes Tolima
- 2024 - Millonarios 1 x 1 Flamengo Estadio El Campín, Bogotá
- 2024 - Flamengo 3 x 0 Millonarios Estadio Maracaná, Río de Janeiro

### Flamengo vs equipos uruguayos

#### Flamengo vs Nacional
En todas las competiciones, se jugaron 12 partidos entre ambos equipos, con 8 victorias para Flamengo y 4 para Nacional.
Cuando Flamengo jugó de local, se jugaron 6 partidos entre ambos equipos, con 5 victorias para Flamengo y 1 para Nacional.
En el estadio de Nacional, se jugaron 6 partidos entre ambos equipos, con 3 victorias para Flamengo y 3 para Nacional.